# 안데르센벌거숭이등과일박쥐
안데르센벌거숭이등과일박쥐(Dobsonia anderseni)는 큰박쥐과에 속하는 박쥐의 일종이다. 파푸아뉴기니의 애드미럴티 제도를 포함한 비스마르크 제도의 토착종이다.